# Composition d'une équipe de rugby à XV
Une équipe de rugby à XV est composée de quinze joueurs ayant des postes bien définis. Huit d'entre eux sont les « avants », répartis en trois lignes : deux piliers (nos 1 et 3) et un talonneur (2) en première ligne, deux deuxième ligne (4 et 5), deux troisième ligne aile (6 et 7) et un troisième ligne centre (8) en troisième ligne. Les sept autres sont les « arrières » avec une « charnière » composée du demi de mêlée (9) et du demi d'ouverture (10), quatre trois-quarts — deux au centre (12 et 13) et deux ailiers (11 et 14) — et un arrière (15),,.

## Les avants

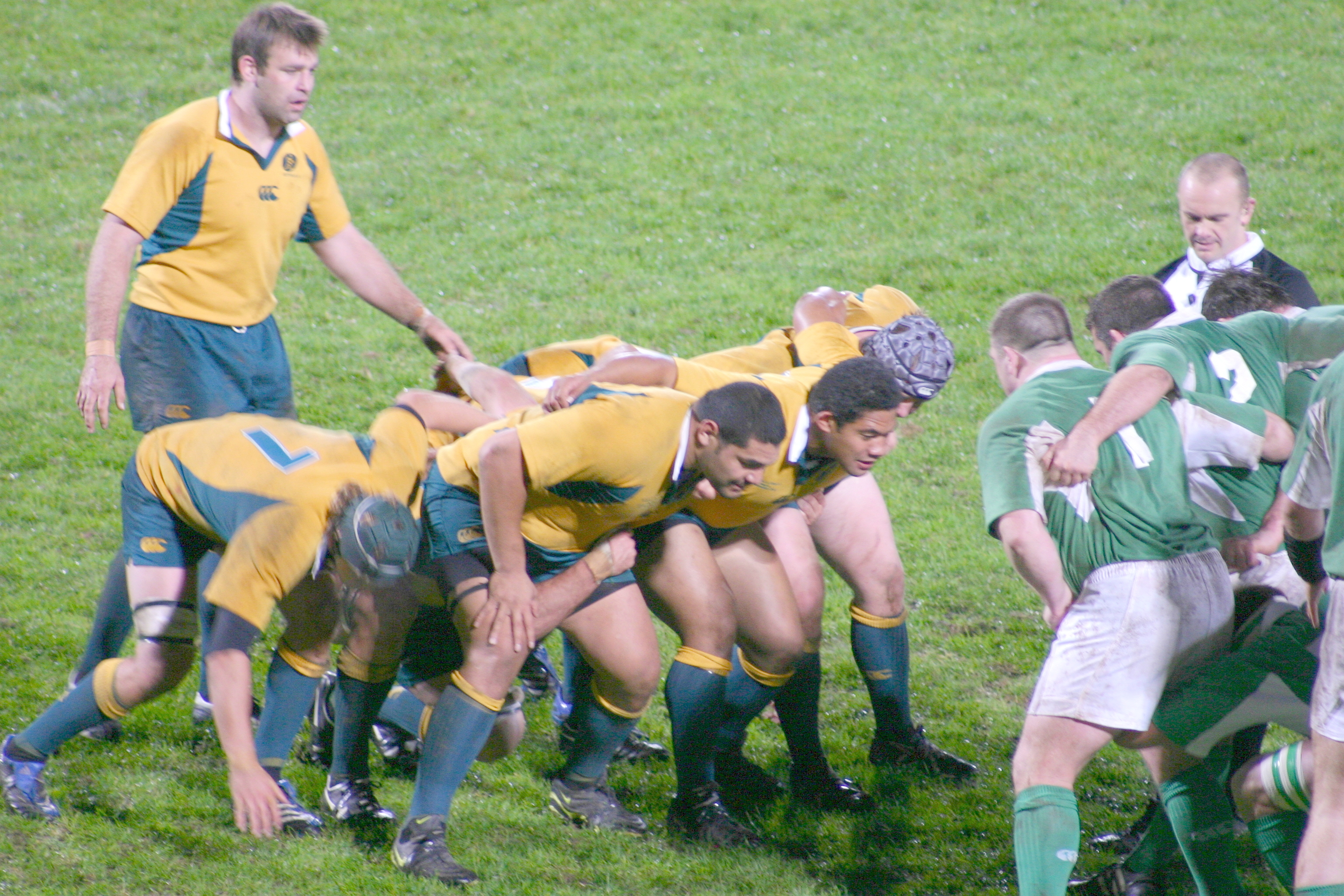
Match international de rugby à XV entre les équipes nationales "A" de l'Irlande et de l'Australie au Thomond Park de Limerick Irlande, 2006

### Première ligne (1, 2 et 3)
Les joueurs numérotés 1 et 3 sont les piliers, respectivement gauche et droit. Lors des mêlées, ils entourent le talonneur (2) et constituent la première ligne. Leur rôle principal est de pousser en mêlée et de "déblayer" lors des regroupements ou "ruck" afin de protéger ou de récupérer le ballon aux adversaires. Lors des touches, on voit généralement le talonneur lancer le ballon et les piliers soulever les sauteurs. Mais dans le rugby moderne, il est de moins en moins rare de voir les joueurs de première ligne balle en main, mais aussi plaquer à tour de bras. S'ils font partie des joueurs les plus lourds de l'équipe, leur vitesse et leur technique de passe sont également des atouts. En effet, si certaines équipes préfèrent avoir des piliers vraiment peu joueurs de ballons, avoir des piliers coureurs peut être un gros avantage selon l'équipe adverse.
Le talonneur est désormais souvent considéré comme un quatrième troisième ligne. Plus rapide et explosif, on le voit souvent créer des brèches à la suite de terribles charges dans le rideau défensif adverse. Le rôle premier d'un talonneur est de talonner le ballon lorsqu'il est introduit dans la mêlée. Ce geste doit être rapide et propre afin que le ballon arrive rapidement dans les pieds du troisième ligne centre, sans déranger le travail des deuxième ligne. Le talonneur est donc souvent un meneur d'hommes qui doit savoir mettre en confiance ses avants. Il n'est donc pas rare que le talonneur soit capitaine de l'équipe.
Le poste de pilier est souvent présenté comme le plus rude du rugby et certainement un des postes les plus intenses du sport en général. Deux facteurs sont obligatoires pour un pilier professionnel, une force physique réellement phénoménale ainsi qu'une résistance aux chocs et douleurs extrêmement développée. Une ossature remarquable est une nécessité pour évoluer à ce poste.
On peut en outre remarquer quelques différences entre le pilier gauche et le pilier droit. En mêlée fermée, le pilier droit se positionne entre les têtes du talonneur et du pilier gauche adverses et doit donc effectuer une poussée des deux épaules, tandis que le pilier gauche n'exerce sa poussée que de l'épaule droite. Aussi, du fait de sa position, le pilier droit est souvent un spécialiste de la mêlée fermée tandis que le pilier gauche n'est pas forcément un grand pousseur en mêlée mais est souvent plus disponible dans le jeu courant et un meilleur manieur de ballon.
Quelques piliers ayant marqué leur poste : Jason Leonard(ANG), Syd Millar(IRL), Nicholas Shehadie(AUS), Wilson Whineray(NZ), Os du Randt(AFS).
Quelques talonneurs ayant marqué leur poste : Ronnie Dawson(IRL), Sean Fitzpatrick(NZ), Farah Palmer(NZ), John Smit(AFS), Keith Wood(IRL).

### Deuxième ligne (4 et 5)
Les deuxième ligne (numéros 4 et 5) sont traditionnellement les plus grands joueurs de l'équipe. Ils participent activement à la poussée lors des mêlées, déblaient dans les regroupements pour protéger ou récupérer le ballon, et sautent généralement en touche. Les cinq de devant représentent la puissance de combat de l'équipe. En effet, si leur taille est souvent impressionnante, les deuxième ligne sont pour la plupart de véritables forces de la nature. Toutefois, on peut remarquer un jeu différent de la part du no 4 et du no 5. En effet, le numéro 5 est considéré comme un véritable moteur en mêlée, qui se sert de sa puissance pour faire avancer son pack, et on le retrouvera plus souvent en train d'arracher des ballons à l'adversaire que le numéro 4. Ce dernier est plutôt considéré comme un joueur mobile, capable de jouer balle en main, et est donc plus technique que le numéro 5. Toutefois, ces différenciations entre deuxième ligne ne sont pas extrêmement marquées et il arrive que les joueurs soient interchangeables. Le poste de deuxième ligne est souvent considéré comme un poste ingrat car il est rare de voir un deuxième ligne marquer des essais, ou simplement avoir une balle dans les mains. Pourtant, ces « hommes de l'ombre » sont vraiment essentiels au sein d'une équipe, tant sur le niveau psychologique que physique.
Quelques deuxième ligne ayant marqué leur poste : Bill Beaumont (ANG), Frik du Preez (AFS), John Eales (AUS), Martin Johnson (ANG), Willie-John McBride (IRL), Colin Meads (NZ), Lucien Mias (FRA), Fabien Pelous (FRA), Brodie Retallick (NZ), Keith Rowlands (en) (GAL), Wavell Wakefield (ANG).

### Troisième ligne (6, 7 et 8)
En troisième ligne, on trouve deux troisième ligne aile (6 et 7) et un troisième ligne centre (8).
Les troisième ligne aile, parfois appelés "flankers" (de l'anglais), les numéros 6 et 7, sont des joueurs à la fois puissants et mobiles, très bons plaqueurs pour défendre efficacement sur l'adversaire. La paire de flankers est souvent composée d'un joueur longiligne sauteur en touche et d'un autre, plus costaud, dont le rôle, en plus de plaquer, est de gratter ou de ralentir les sorties de ballon de l'équipe adverse dans les rucks. Le poste de troisième ligne centre est le plus souvent tenu par un joueur d'expérience et de grande taille, possédant assez de recul et d'autorité pour orienter le travail de ses équipiers au cours des mêlées. Les sud-Africains optent généralement pour des 8 rapides et très coureurs, agiles balle en main. Ils préfèrent utiliser un flanker surpuissant et un 8 habile. Les autres nations privilégient un 8 extrêmement dense comme, en 2017, Billy Vunipola en Angleterre, Louis Picamoles en France ou Jamie Heaslip en Irlande. Le "néo-rugby" privilégiant les joueurs de plus en plus denses, les troisième ligne se font souvent remarquer en match par leurs plaquages souvent destructeurs et leurs charges surpuissantes. C'est ainsi que certains joueurs se sont révélés à l'échelle internationale, en raison de leur physique plus que de leur technique. On peut notamment penser à Sébastien Chabal ou Henry Tuilagi, même s'il n'était pas rare de voir, avant l'ère du professionnalisme, un gros contact entre un troisième ligne et un autre joueur malchanceux (souvent le demi de mêlée). Une autre caractéristique des troisième ligne est qu'ils peuvent quitter rapidement la mêlée, ce qui leur permet d'effectuer des charges (en attaque) ou des plaquages (en défense) au moment où le ballon sort. 
Quelques troisième ligne aile ayant marqué leur poste : Margaret Alphonsi (ANG), Nathalie Amiel (FRA), Schalk Burger (AFS), Al Charron (CAN), Marcel Communeau (FRA), Thierry Dusautoir (FRA), Michael Jones (NZ), Ian Kirkpatrick (NZ), Phaidra Knight (USA), Richie McCaw (NZ), Graham Mourie (NZ), Francois Pienaar (AFS), Jean Prat (FRA), Jean-Pierre Rives (FRA), Fergus Slattery (IRL), John Thornett (AUS).
Quelques troisième ligne centre ayant marqué leur poste : Liza Burgess (GAL), Gill Burns (en) (ANG), Lawrence Dallaglio (ANG), Mervyn Davies (GAL), Jim Greenwood (en) (SCO), John Kendall-Carpenter (ANG), Brian Lochore (NZ), Morné du Plessis (AFS), Hennie Muller (AFS), Kieran Read (NZ).

## Les arrières

### Demi de mêlée (9)
Le demi de mêlée (numéro 9) anime le jeu : c'est généralement lui qui récupère le ballon en sortie de touche, de mêlée ou de regroupement. Il choisit de jouer à droite ou à gauche vers ses arrières, de passer le ballon à l'un des avants pour tenter d'avancer en percussion au ras du regroupement, ou, plus rarement, de taper au pied au-dessus de la défense adverse. Il introduit également le ballon dans la mêlée. Agile et vif, il est capable de faire des passes rapides et précises afin de dynamiser le jeu. Demi de mêlée est souvent considéré comme un poste dangereux car en sortie de mêlée fermée, il n'est pas rare de le voir se faire plaquer par un flanqueur tout juste détaché de son pack.
Quelques demi de mêlée ayant marqué leur poste : Ken Catchpole (AUS), Danie Craven (AFS), Antoine Dupont  ( FRA) , Gareth Edwards (GAL), Nick Farr-Jones (AUS), Fabien Galthié (FRA), George Gregan (AUS), David Kirk (NZ), Agustín Pichot (ARG), Alan Rotherham (en) (ANG), Joost van der Westhuizen (AFS), Waisale Serevi (FIJ).

### Demi d'ouverture (10)
Le demi d'ouverture (ou ouvreur, numéro 10) dirige le jeu : le plus souvent, à la suite d'un regroupement, d'une mêlée ou d'une touche, il reçoit le ballon de la part du demi de mêlée et, grâce à sa position plus reculée, possède une meilleure vision du jeu qui lui permet de choisir comment utiliser ce ballon. C'est à lui de décider s'il tape au pied, porte le ballon ou le passe. Il possède généralement un bon jeu au pied qui lui permet de trouver des touches ou de mettre en difficulté l'adversaire, mais ce n'est pas toujours lui qui tape les pénalités et transformations dans une équipe. La transmission 9-10 (mêlée-ouverture) est souvent la clé du bon fonctionnement d'une équipe. Ces numéros 9 et 10 forment ce qu'on appelle la charnière.
Quelques demis d'ouverture ayant marqué leur poste : Rob Andrew (ANG), Beauden Barrett (NZ), Phil Bennett (GAL), Naas Botha (AFS), Ian Campbell (CHI), Dan Carter (NZ), Felipe Contepomi (ARG), Mark Ella (AUS), Grant Fox (NZ), Barry John (GAL), Jack Kyle (IRL), Stephen Larkham (AUS), Michael Lynagh (AUS), Cliff Morgan (GAL), Ronan O'Gara (IRL), Bennie Osler (AFS), Hugo Porta (ARG), Gareth Rees (CAN), Anna Richards (NZ), Jonathan Sexton (IRL), Kennedy Tsimba (ZIM), Jonny Wilkinson (ANG).

### Trois-quarts centre ou centres (12 et 13)
Les centres (12 et 13) : premier et deuxième centres, en fonction de leur proximité avec l'ouvreur, ils essaient de perforer la défense adverse en combinant technique, rapidité et puissance, ou de fixer leurs adversaires pour servir les trois-quarts aile. Le premier centre peut également, s'il est performant au pied, agir comme un second ouvreur. Le second centre est généralement un peu plus rapide et moins puissant ; il fait la transition avec les ailiers.
Quelques centres ayant marqué leur poste : Fred Allen (NZ), André Boniface (FRA), Guy Boniface (FRA), John Dawes (GAL), Danie Gerber (AFS), Mike Gibson (IRL), Arthur Gould (GAL), Jeremy Guscott (ANG), Frank Hancock (GAL), Tim Horan (AUS), George MacPherson (SCO), Jo Maso (FRA), Jack Matthews (GAL), Ian McGeechan (SCO), Gwyn Nicholls (GAL), Brian O'Driscoll (IRL), Philippe Sella (FRA), Richard Tsimba (ZIM), Bleddyn Williams (GAL), Clive Woodward (ANG).

### Trois-quarts aile ou ailiers (11 et 14)
Les ailiers gauche (11) et droit (14) sont en bout de ligne d'attaque. Ils sont souvent d'un gabarit plus petit, leur vitesse doit leur permettre de contourner la défense adverse. Ce sont aussi des finisseurs, généralement les meilleurs marqueurs d'essais. En défense, ils constituent le troisième rideau et aident l'arrière à contre-attaquer. Depuis le phénomène Jonah Lomu, il arrive qu'un joueur de grand gabarit (de plus d'1,90 m et d'environ 100 kg) mais ayant tout de même une bonne vitesse, soit positionné au poste d'ailier. De plus en plus d'ailiers jouent avec un puissant gabarit.
Quelques ailiers ayant marqué leur poste : David Campese (AUS), Gerald Davies (GAL), Ieuan Evans (GAL), Bryan Habana (AFS), John Kirwan (NZ), Brian Lima (SAM), Jonah Lomu (NZ), Basil MacLear (IRL), Tony O'Reilly (IRL), Daisuke Ohata (JAP), Yoshihiro Sakata (JAP), Bryan Williams (NZ), John Lewis Williams (GAL), Shane Williams (GAL).

### Arrière (15)
L'arrière (15) se place souvent en retrait et a pour rôle de plaquer les joueurs adverses ayant percé la ligne de défense. Comme il est la dernière chance d’éviter l'essai, il doit être un excellent plaqueur. Un autre rôle important de l'arrière est de réceptionner les ballons tapés au pied par l'adversaire, il doit ensuite choisir entre taper à son tour ou prendre de la vitesse pour percuter la ligne de défense adverse avec un maximum de puissance. En attaque, il remonte parfois au niveau des ailiers pour créer un surnombre près de la ligne de touche, c'est pour cela que malgré son poste en retrait, il n'est pas rare de voir un arrière marquer des essais. 
Quelques arrières ayant marqué leur poste : Serge Blanco (FRA), Don Clarke (NZ), Gavin Hastings (ÉCO), Andy Irvine (ÉCO), Tom Kiernan (IRL), Bill Maclagan (ÉCO), George Nepia (NZ), Pierre Villepreux (FRA), JPR Williams (GAL).

## Origine des noms de poste
Les dénominations « demis » et « trois-quarts » viennent de la division originelle du terrain en huit lignes : les avants constituaient les trois premières lignes, les « demis » constituaient les quatrième et cinquième d'où la notion de demi (4/8), puis venaient les « trois-quarts » (6/8), et enfin l'arrière (quatrième quart, ou « quart arrière », cf. quarterback).
Les résultats d'une équipe dépendent souvent des performances des joueurs qui en composent la colonne vertébrale (on parle de postes clés), c’est-à-dire l'axe central 2-8-9-10-15.

## Variantes
Il existe aussi une variante du rugby à XV qui se joue à sept, avec trois avants et quatre arrières.
Le rugby à 10, autre variante du XV, se joue lui avec cinq avants et cinq arrières, là où le rugby à 5 a en revanche moins de postes définis.